# Presidente do Conselho de Ministros da Itália
O Presidente do Conselho de Ministros da República Italiana (em italiano:  Presidente del Consiglio dei Ministri della Repubblica Italiana) é o chefe de governo da República Italiana. Anterior ao estabelecimento da república, o cargo era denominado "Presidente do Conselho de Ministros do Reino de Itália". De 1925 a 1943, durante o Regime de Mussolini, o cargo tornou-se ditatorial, sendo denominado "Chefe do Governo, Primeiro-ministro Secretário de Estado", ocupado unicamente por Benito Mussolini, (que também ostentou o título de Duce do Reino de Itália); No entanto, o Rei permaneceu como chefe de Estado durante este período. Mussolini foi retirado do poder por Vítor Emanuel III e substituído por Pietro Badoglio como Primeiro-ministro em 1943. Em 1946, Alcide De Gasperi tornou-se o primeiro Primeiro-ministro da República Italiana, sob o governo de Enrico De Nicola.
O Primeiro-ministro, como é informalmente denominado, preside o Conselho de Ministros da Itália - a mais alta instância do poder executivo do país - e necessita de aprovação deste Conselho para executar grande parte das atividades políticas que lhe são incumbidas. O cargo é semelhante ao de outros países de sistema parlamentarista, com exceção de que no sistema política italiano, o Primeiro-ministro não pode dissolver o Parlamento e convocar novas eleições, como possível em outros países.
Na Itália, a responsabilidade política recai sobre o Presidente do Conselho de Ministros. Por conta disto, o Primeiro-ministro possui atribuições exclusivas, tais como: coordenar as políticas de inteligência, determinar as fontes de recursos e fortalecer a segurança cibernética nacional; gerenciar e proteger segredos de Estado, autorizar e/ou suspender operações militares em território italiano ou no exterior; entre outras.
As funções, poderes e atribuições do Presidente do Conselho de Ministros da Itália estão detalhadas e estipuladas pelos Artigos 92 ao 96 da Constituição da República. Conforme esta determina, o Primeiro-ministro é nomeado pelo Presidente da República após cada eleição geral. No país, o cargo é referido comumente como Premier, enquanto veículos da imprensa estrangeira costumam referir-se ao cargo como Primeiro-ministro. A ordem de precedência italiana lista o cargo como o quarto mais alto do sistema político nacional, logo após o Presidente da República e os Presidentes do Senado e da Câmara dos Deputados.

## História
Esse ofício foi estabelecido pela primeira vez em 1848 no estado predecessor da Itália, o Reino da Sardenha - embora não tenha sido mencionado em sua constituição, o Estatuto de Albertine. De 1848 a 1861, dez primeiros-ministros governaram o reino, a maioria deles políticos de direita.

### Direita histórica e esquerda histórica

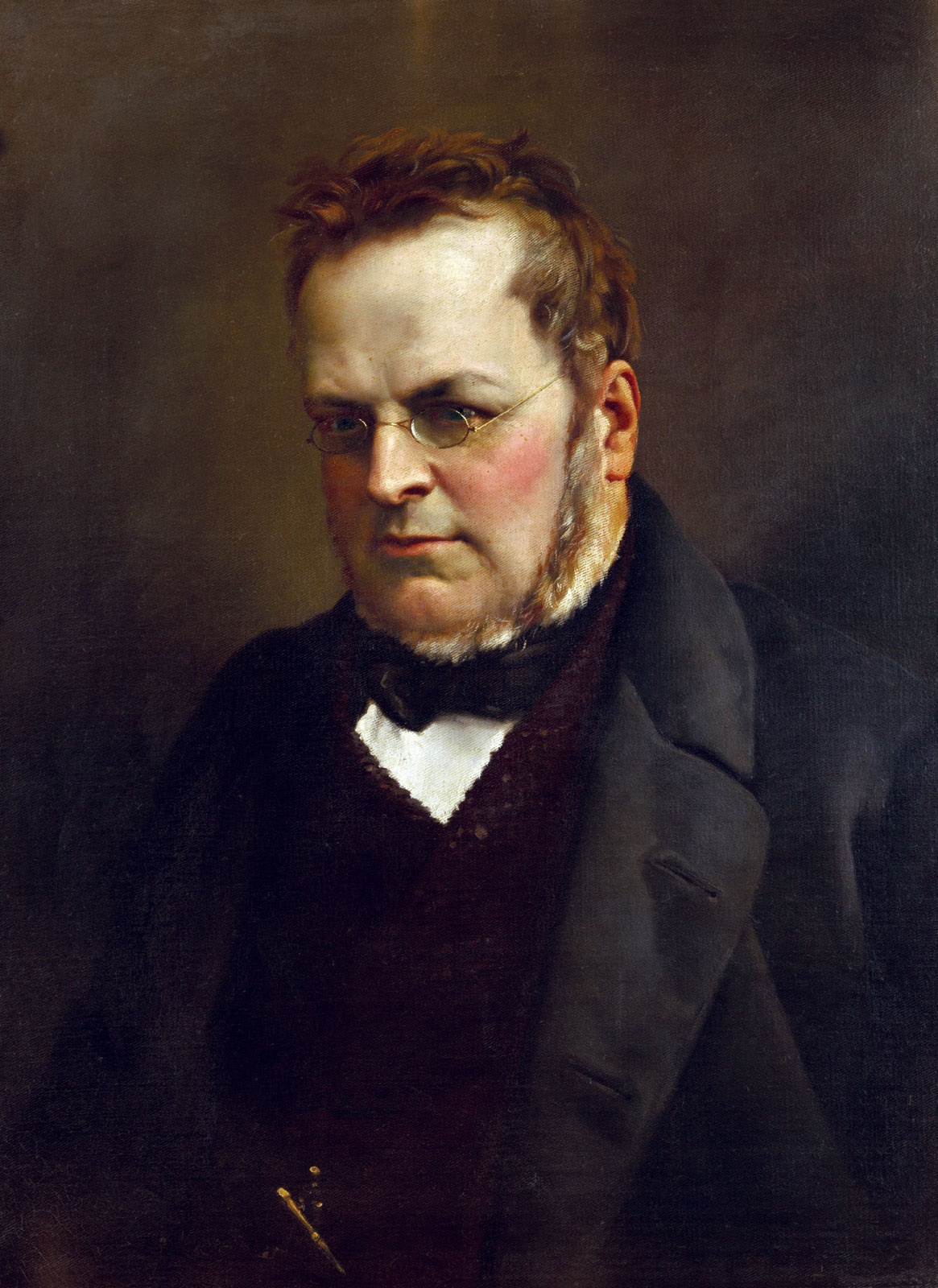
Camillo Benso di Cavour, o primeiro primeiro ministro da Itália.

Após a unificação da Itália e o estabelecimento do reino, o procedimento não mudou. Na verdade, o candidato ao cargo era nomeado pelo rei e presidia um sistema político muito instável. O primeiro primeiro-ministro foi Camillo Benso di Cavour, nomeado em 23 de março de 1861, mas faleceu em 6 de junho do mesmo ano. De 1861 a 1911, os primeiros-ministros da direita histórica e da esquerda histórica governaram alternadamente o país.
Um dos primeiros-ministros mais famosos e influentes desse período foi Francesco Crispi, um patriota e estadista de esquerda, o primeiro chefe de governo do sul da Itália. Ele liderou o país por seis anos de 1887 a 1891 e novamente de 1893 a 1896. Crispi era internacionalmente famoso e frequentemente mencionado junto com estadistas mundiais como Otto von Bismarck, William Ewart Gladstone e Salisbury.
Originalmente um iluminado patriota italiano e democrata liberal, Crispi se tornou um belicoso primeiro-ministro autoritário, aliado e admirador de Bismarck. Sua carreira terminou em meio a polêmica e ao fracasso devido ao envolvimento em um grande escândalo bancário e, posteriormente, saiu do poder em 1896, após uma devastadora derrota colonial na Etiópia. Ele é frequentemente visto como o precursor do ditador fascista Benito Mussolini.

### Era Giolittiana
Em 1892, Giovanni Giolitti, um advogado e político de esquerda, foi nomeado primeiro-ministro pelo rei Umberto I, mas depois de menos de um ano foi forçado a renunciar e Crispi voltou ao poder. Em 1903, ele foi nomeado novamente chefe do governo após um período de instabilidade. Giolitti foi primeiro-ministro cinco vezes entre 1892 e 1921 e o segundo primeiro-ministro mais antigo na história da Itália.
Giolitti era um mestre na arte política do tranformismo, o método de formar uma coalizão centrista flexível e fluida no parlamento que buscava isolar os extremos da esquerda e da direita na política italiana. Sob sua influência, os liberais italianos não se desenvolveram como um partido estruturado. Em vez disso, eram uma série de agrupamentos pessoais informais sem vínculos formais com constituintes políticos.
O período entre o início do século XX e o início da Primeira Guerra Mundial, quando ele foi primeiro-ministro e ministro do Interior de 1901 a 1914, com apenas breves interrupções, é frequentemente chamado de Era Giolittiana. Um liberal de esquerda com fortes preocupações éticas, os períodos de Giolitti no cargo foram notáveis pela aprovação de uma ampla gama de reformas sociais progressivas que melhoraram os padrões de vida dos italianos comuns, juntamente com a promulgação de várias políticas de intervenção governamental.
Além de implantar diversas tarifas, subsídios e projetos governamentais, Giolitti também nacionalizou as operadoras privadas de telefonia e ferrovia. Os defensores liberais do livre-comércio criticaram o "Sistema Giolitti", embora o próprio Giolitti visse o desenvolvimento da economia nacional como essencial para a produção de riqueza.

### Regime fascista

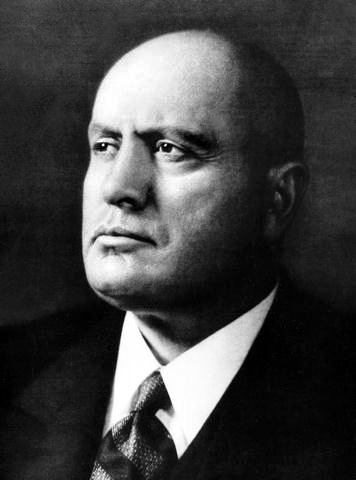
Benito Mussolini, o primeiro-ministro da Itália que governou por mais tempo e Duce do fascismo.

O primeiro-ministro italiano presidiu um sistema político muito instável, pois em seus primeiros sessenta anos de existência (1861–1921) a Itália mudou de chefe de governo 37 vezes.
Em relação a esta situação, o primeiro objetivo de Benito Mussolini, nomeado em 1922, era abolir a capacidade do Parlamento de submetê-lo a um voto de censura, baseando o seu poder apenas na vontade do Rei e do Partido Nacional Fascista. Depois de destruir toda a oposição política por meio de sua polícia secreta e proibir as greves trabalhistas, Mussolini e seus seguidores fascistas consolidaram seu poder por meio de uma série de leis que transformaram a nação em uma ditadura de partido único. Em cinco anos, ele havia estabelecido a autoridade ditatorial tanto por meios legais quanto extraordinários, aspirando a criar um estado totalitário.
Mussolini permaneceu no poder até ser deposto pelo rei Victor Emmanuel III em 1943, após um voto de censura do Grande Conselho do Fascismo. Poucos meses depois, ele se tornou o líder da República Social Italiana, um regime fantoche alemão que controlava apenas o norte da Itália. Mussolini ocupou este cargo até sua morte em 1945.

### Primeiras décadas da república
Com a proclamação da República Italiana em 1946, o cargo recebeu o reconhecimento constitucional. A Primeira República foi dominada pelo partido político Democracia Cristã (Democrazia Cristiana, DC), que foi o partido principal em cada coalizão de governo de 1946 a 1994, enquanto a oposição era liderada pelo Partido Comunista Italiano (PCI), o maior da Europa Ocidental.

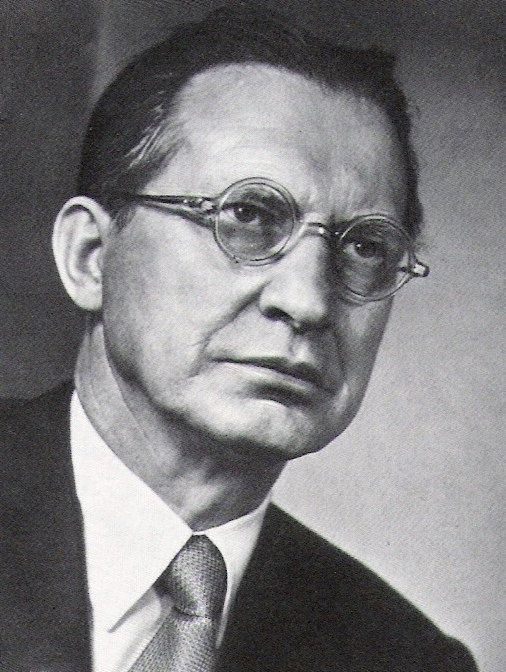
Alcide De Gasperi, o primeiro primeiro ministro da República Italiana.

Nos primeiros anos da República, os governos eram liderados por Alcide De Gasperi, um político democrata-cristão que foi primeiro-ministro por sete anos. De Gasperi também é considerado um dos fundadores da União Europeia.
Após a morte do De Gasperi, a Itália voltou em um período de instabilidade política e muitos gabinetes foram formados em poucas décadas. A segunda parte do século XX foi dominada pelo protegido de De Gasperi, Giulio Andreotti, que foi nomeado primeiro-ministro sete vezes de 1972 a 1992.
Do final dos anos 1960 até o início dos anos 1980, o país viveu os Anos de Chumbo, um período caracterizado pela crise econômica (especialmente após a crise do petróleo de 1973), conflitos sociais generalizados e massacres terroristas perpetrados por grupos extremistas opositores, com o suposto envolvimento de Inteligência dos Estados Unidos e da União Soviética. Os Anos de Chumbo culminaram no assassinato do líder democrata-cristão Aldo Moro em 1978 e no massacre da estação ferroviária de Bolonha em 1980, onde 85 pessoas morreram.
Na década de 1980, pela primeira vez desde 1945, dois governos eram liderados por primeiros-ministros democratas não-cristãos: um republicano (Giovanni Spadolini) e um socialista (Bettino Craxi). No entanto, os democratas-cristãos continuaram sendo o principal partido do governo. Durante o governo de Craxi, a economia se recuperou e a Itália se tornou a quinta maior nação industrial do mundo, ganhando entrada no Grupo dos Sete, mas como resultado de suas políticas de gastos, a dívida nacional italiana disparou durante a era Craxi, logo ultrapassando 100% de o PIB.
No início da década de 1990, a Itália enfrentou desafios significativos à medida que os eleitores - desencantados com a paralisia política, a enorme dívida pública e o extenso sistema de corrupção (conhecido como Tangentopoli) descoberto pela investigação "Mãos Limpas" (mani pulite) - exigiam reformas radicais. Os escândalos envolveram todos os principais partidos, mas especialmente os da coalizão governamental: os democratas-cristãos, que governaram por quase 50 anos, passaram por uma grave crise e acabaram se dissolvendo, dividindo-se em várias facções. Além disso, o Partido Comunista foi reorganizado como uma força social-democrata, o Partido Democrático de Esquerda.

### A chamadaSegunda República

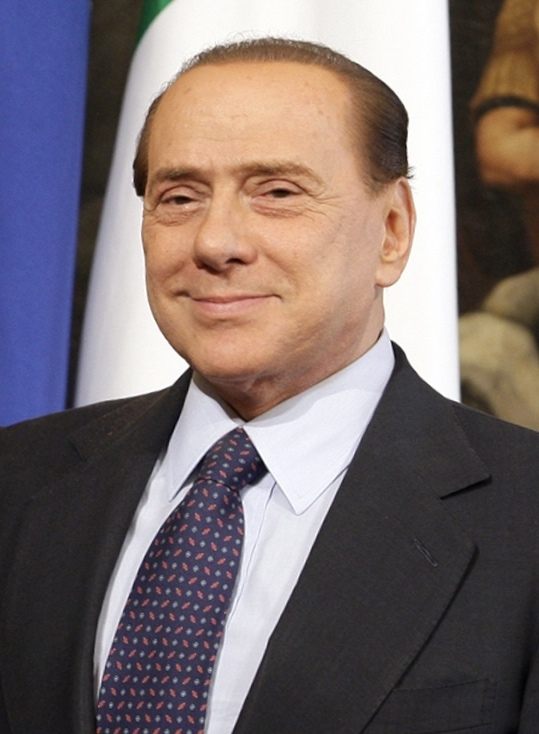
Silvio Berlusconi, o primeiro-ministro mais duradouro desde o fim da Segunda Guerra Mundial.

Em meio à operação mani pulite que abalou os partidos políticos em 1994, o magnata da mídia Silvio Berlusconi, dono de três canais de TV privados, fundou o partido Forza Italia (Forward Italy) e venceu as eleições, tornando-se uma das figuras políticas e econômicas mais importantes da Itália para a próxima década. Berlusconi é também o primeiro-ministro mais duradouro na história da República Italiana e o terceiro mais antigo em toda a história, depois de Mussolini e Giolitti.
Expulso após alguns meses de governo, Berlusconi voltou ao poder em 2001, perdeu as eleições gerais de 2006 cinco anos depois para Romano Prodi e sua coalizão da União, mas venceu as eleições gerais de 2008 e foi eleito primeiro-ministro novamente pela terceira vez em maio 2008. Em novembro de 2011, Berlusconi perdeu a maioria na Câmara dos Deputados e renunciou. Seu sucessor, Mario Monti, formou um novo governo, composto por "técnicos" e apoiado tanto pela centro-esquerda quanto pela centro-direita. Em abril de 2013, após as eleições gerais de fevereiro, o vice-secretário do Partido Democrático (PD) Enrico Letta liderou um governo composto por centro-esquerda e centro-direita.
Em 22 de fevereiro de 2014, após tensões no Partido Democrata, o secretário do PD, Matteo Renzi, foi empossado como o novo primeiro-ministro. Renzi propôs várias reformas, incluindo uma revisão radical do Senado e uma nova lei eleitoral. No entanto, as reformas propostas foram rejeitadas em 4 de dezembro de 2016 por referendo. Após os resultados do referendo, Renzi renunciou e seu ministro das Relações Exteriores, Paolo Gentiloni, foi nomeado novo primeiro-ministro. Em 1 de junho de 2018, após as eleições gerais italianas de 2018, onde o antissistema Movimento Cinco Estrelas se tornou o primeiro partido do Parlamento, Giuseppe Conte foi empossado como Primeiro-Ministro, à frente de uma coalizão populista formada pelo Movimento Cinco Estrelas e a Liga. Após a eleição de 2019 para o Parlamento Europeu na Itália, onde a Liga superou o Movimento Cinco Estrelas, Matteo Salvini, o líder da Liga, propôs um voto de desconfiança contra Conte. O primeiro-ministro renunciou, mas após as consultas entre o presidente Sergio Mattarella e os partidos políticos, Conte foi renomeado como primeiro-ministro para chefe de um governo entre o Movimento Cinco Estrelas e o Partido Democrático do novo secretário Nicola Zingaretti.

## Atribuições
As funções, poderes e atribuições do Presidente do Conselho de Ministros da Itália são determinadas pelos Artigos 92 ao 96 da Constituição da República Italianaː
- Nomear os ministros do Conselho de Ministros da República Italiana;
- Assegurar a coerência políticas públicas e administrativas;
- Promover e coordenar as atividades dos Ministérios da República Italiana;
- Iniciar ou suspender as atividades militares em território nacional ou no exterior;
- Coordenar as políticas de inteligência nacional;[4]
- Determinar as fontes de recursos;[4]
- Gerenciar e assegurar o sigilo de segredos de Estado.[4]

## Sedes oficiais
- Palazzo Chigi – residência oficial e sede de governo
- Villa Doria Pamphilj – sede oficial da representação do Conselho de Ministros
- Villa Madama – sede do Ministério dos Negócios Estrangeiros